# Deinoptila
Deinoptila là một chi bướm đêm thuộc họ Geometridae.